# Karlsson vom Dach

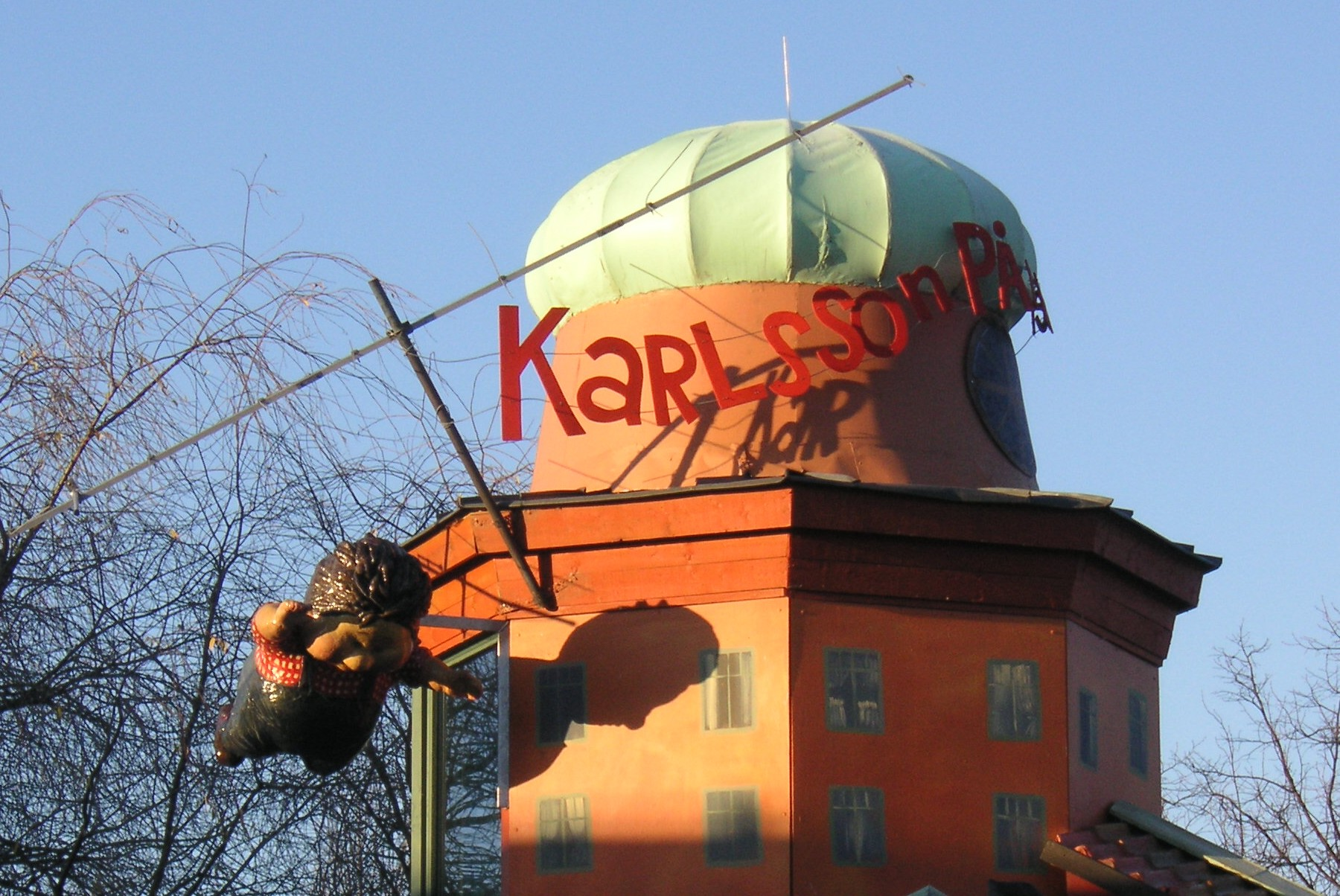
Karlsson vom Dach auf Djurgården, Stockholm

Karlsson vom Dach ist eine Kinderbuch-Romanfigur der Schwedin Astrid Lindgren. Unter der wörtlichen Übersetzung Karlsson auf dem Dach erschien 1974 eine Verfilmung des ersten Bandes der Geschichten um Karlsson.
Karlsson lebt allein in einem Haus auf dem Dach. Sein kleines Haus wird gewöhnlich durch einen Schornstein verdeckt. Er hat einen auf dem Rücken befestigten Propeller, mit dessen Hilfe er fliegen kann. Manchmal stottert dieser, und Karlsson muss in die Werkstatt.
Karlsson ist befreundet mit dem schüchternen Jungen Lillebror, auch wenn diese Beziehung öfter auf Karlssons alleinigen Nutzen ausgerichtet ist. Im Gegenzug hilft der dicke Streichespieler, Lillebror mutiger und selbstsicher zu machen. Karlsson ist nach eigener Aussage ein „Mann in den allerbesten Jahren“, obwohl er nicht größer als ein Kind ist – auf die Frage Lillebrors, welches die besten Jahre sind, meint er allerdings, dass für ihn alle Jahre die besten sind. Von sich hat er eine hohe Meinung („Ich bin ein schöner und grundgescheiter und gerade richtig dicker Mann in meinen besten Jahren“). In vielen Dingen ist er nach eigenen Worten „der Beste“.

## Charakterbild
Karlsson hat – obwohl erwachsen – in Vielem kindliche Züge; er ist selbstsüchtig, gierig, rechthaberisch, listig, unzuverlässig und manipulativ – unter anderem tut er einmal so, als habe er Fieber, und Lillebror muss ihm eine Medizin machen, die jedoch angeblich nicht wirkt, und obwohl sie um eine Schokoladentafel gewettet haben, verlangt Karlsson die Schokoladentafel. Sein Markenspruch lautet: „Das stört keinen großen Geist.“ Er benutzt ihn etwa, wenn er etwas kaputt gemacht hat, und sogar in sehr heiklen Situationen:
Als Karlsson mit Lillebrors Dampfmaschine spielt, diese explodiert und das Bücherbord anbrennt, sagt er nur: „Das stört doch keinen großen Geist.“
Karlsson: „Der Weg zu meinem Haus wird ganz problemlos, solange ich keinen Motorschaden bekomme.“ – Lillebror: „Aber wenn du einen bekommst, stürzen wir doch ab, oder?“ – Karlsson: „Natürlich, aber das stört keinen großen Geist.“

## Entstehungsgeschichte
Karlsson entstand aus Lindgrens Figur Herr Lilienstengel (im Original: Herr Liljonkvast) aus dem Buch Im Land der Dämmerung. Ursprünglich war Herr Lilienstengel ein kleiner, fliegender, freundlicher alter Mann und Fantasiefreund von Lindgrens Tochter Karin. Diese besuchte er abends in ihrem Zimmer. Lindgrens Tochter erklärte, dass Herr Lilienstengel von niemandem anders gesehen werden konnte, da er wegflog und sich versteckte, sobald jemand das Zimmer betrat. Herr Lilienstengel ist zum Zeitpunkt der Geschichte Im Land der Dämmerung jedoch freundlicher und weniger selbstsüchtig, rechthaberisch oder egoistisch. Er hat auch keinen Propeller. In Karlsson verwandelte sich Herr Lilienstengel laut Aussage von Astrid Lindgren erst später.
Die Illustrationen im Kinderbuch von Ilon Wikland stellen ihn anders dar, als sich Astrid Lindgren die Figur ursprünglich vorgestellt hatte – sie stellte sich einen Mann mit Glatze und Glasauge vor. Wikland arbeitete seit 1953 mit Astrid Lindgren zusammen und schuf danach die meisten Illustrationen zu den Büchern von Astrid Lindgren. Vorbild für die Illustratorin (die viele ihrer Zeichnungen dem Museum Ilons Wunderland in ihrem alten Heimatort Haapsalu in Estland überließ) war ein Mann in blauen Latzhosen und kariertem Hemd, den sie 1955 in den Pariser Markthallen sah. Das Zimmer von Karlsson war direkt von Wiklands eigener Wohnung abgezeichnet worden.

## Romane
Es sind die folgenden drei Karlsson-Bücher erschienen:
- Lillebror und Karlsson vom Dach (schwedisch: Lillebror och Karlsson på taket. 1955): Die Geschichte beginnt damit, dass Karlsson sich mit dem siebenjährigen Svante Svantesson, genannt Lillebror (schwedisch für „kleiner Bruder“), anfreundet. Gemeinsam fliegen sie durch das Stockholmer Stadtviertel Vasastan, beobachten die Nachbarn und spielen ihnen Streiche; so auch zwei etwas tollpatschigen Einbrechern. Die Familie Lillebrors, zu der neben den Eltern noch der 15-jährige Birger und die 14-jährige Betty gehören, glauben zunächst, die Geschichten über Karlsson seien Hirngespinste Lillebrors, die er sich ausgedacht hat, weil er nicht den ersehnten Hund bekommt. Erst am Ende des ersten Buches machen die Familie und die Freunde Lillebrors die Bekanntschaft Karlssons. Die Eltern bestehen darauf, dass Karlssons Existenz ein Geheimnis bleiben muss, weil sonst die Presse das Haus belagern würde.

- Karlsson fliegt wieder (schwedisch: Karlsson på taket flyger igen. 1962): Im zweiten Buch sind Karlsson und Lillebror allein mit der Haushälterin Fräulein Bock, die von Karlsson „Hausbock“ genannt wird. Sie ist das bevorzugte Ziel für Karlssons Streiche. Sie erkennt jedoch nicht seine Besonderheit, sondern hält ihn für einen ungezogenen Schulkameraden Lillebrors. Auch sein Propeller beeindruckt sie nicht – sie hält ihn für ein Kinderspielzeug.

- Der beste Karlsson der Welt (schwedisch: Karlsson på taket smyger igen. 1968): Im dritten Buch wird Karlsson von Fremden entdeckt, und eine Zeitung setzt eine Belohnung für denjenigen aus, der ihn einfängt. Auch die Einbrecher aus dem ersten Buch wollen diese Belohnung bekommen. So lebt Lillebror nun in Angst, Karlsson dagegen bleibt unbeschwert. Am Ende spaziert Karlsson selbst zur Zeitungsredaktion und holt sich die Belohnung ab.

Die Bücher wurden ins Deutsche übersetzt von Thyra Dohrenburg. Dabei erschienen die deutschen Versionen jeweils zuerst im Oetinger Verlag sehr zeitnah nach der Veröffentlichung des schwedischen Originals. Später erschienen die Bücher unter anderem auch im Kinderbuchverlag Berlin.

## Filme, Hörspiele und Hörbuch
- 1966 erschien bei Karussell eine Hörspielbearbeitung mit u. a. mit Monika Berg als Erzählerin, Ado Riegler als Karlsson, Sascha Hehn als Lillebror, Paul Glawion als Vater und Margot Trooger als Mutter.
- 1968 erschien in der UdSSR der Zeichentrickfilm Malysch i Karlsson (Der Kleine und Karlsson). Karlsson wurde von Wassili Liwanow gesprochen, Lillebror von der Schauspielerin Klara Rumjanowa.
- 1970 folgte die Fortsetzung Karlsson wernulsja (Karlsson kehrte zurück). Neben den oben erwähnten Schauspielern sprach Faina Ranewskaja die Figur der Fröken Bock.
- Es gibt eine Hörspielbearbeitung vom WDR aus dem Jahre 1972.
- 1974 wurde das erste Karlsson-Buch zunächst als Spielfilm Karlsson auf dem Dach mit Mats Wikström (Karlsson) und Lars Söderdahl (Lillebror) von Universum Film GmbH verfilmt (Regie: Olle Hellbom, Musik: Georg Riedel). Später erschien diese Version als vierteilige Fernsehserie.[5]
- Weitere Hörspiele unter der Regie von Kurt Vethake[6] erschienen 1977 bei Fontana mit Peter Schiff als Karlsson und Oliver Rohrbeck als Lillebror.
- 1992 brachte die Deutsche Grammophon ein von Astrid Lindgren persönlich gelesenes Hörbuch auf den Markt.
- 2002 erschien ein Zeichentrickfilm Karlsson vom Dach (Regie: Vibeke Idsøe) (deutsche Premiere: 20. Februar 2003)[7]
- Es gibt die Zeichentrickserie Karlsson vom Dach. Die Deutsche Erstausstrahlung war 2004 bei Ki.Ka.

## Sonstiges

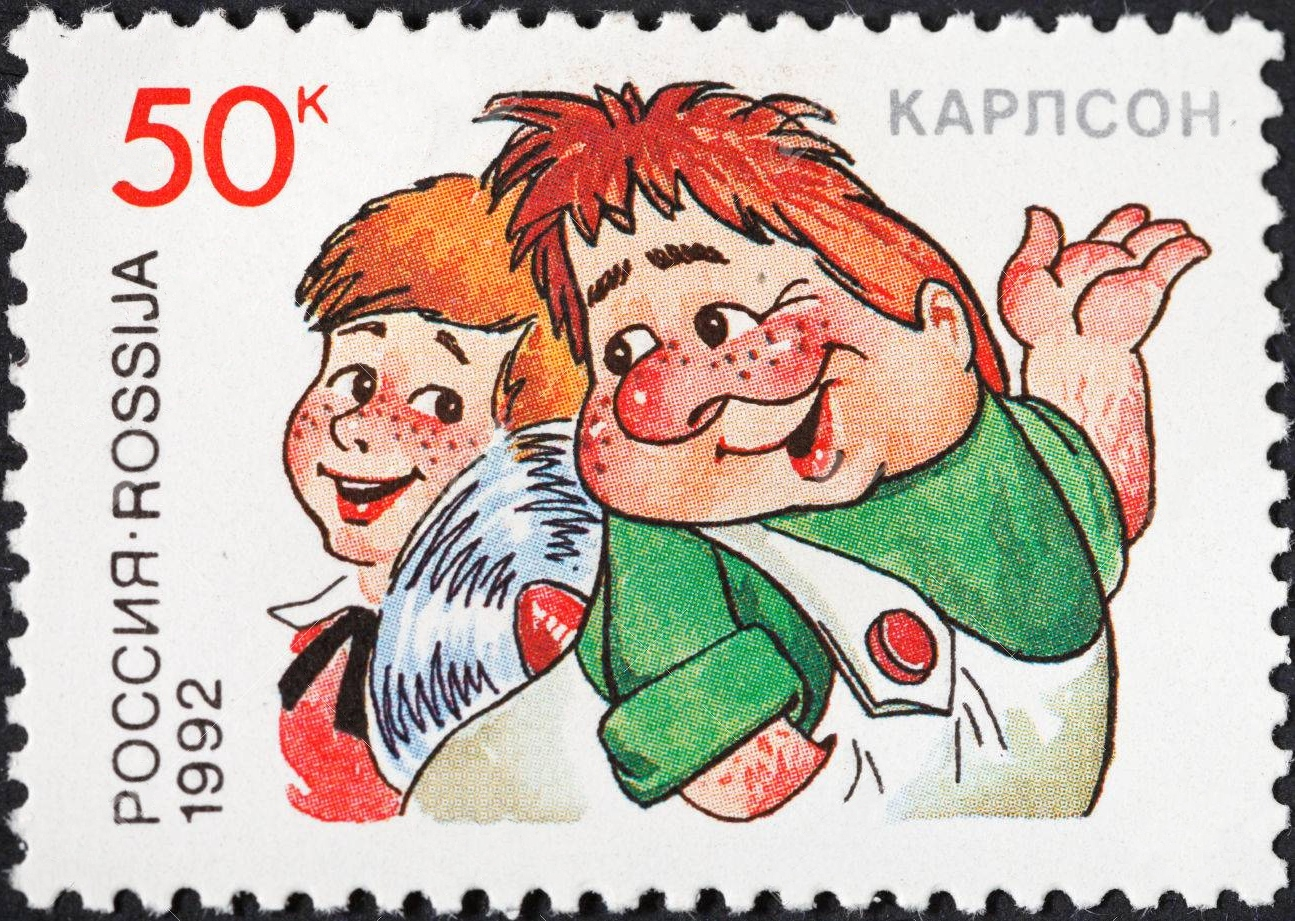
Russische Briefmarke

Besondere Popularität besitzt Karlsson in Russland und weiteren GUS-Staaten.
In Anlehnung an Karlsson wurde der ehemals weltberühmte Rallye-Fahrer Erik Carlsson mit dem Spitznamen „Carlsson på taket“ belegt, weil die damaligen Saab-Autosportler häufig ihre Renn- oder Rallye-Fahrzeuge „aufs Dach legten“.